# Кубок Вірменії з футболу 1998
Кубок Вірменії з футболу 1998 — 7-й розіграш кубкового футбольного турніру у Вірменії. Володарем кубка вперше став Цемент із Арарата.

## Попередній раунд
Матч відбувся 6 березня 1998 року.
| Команда 1    | Рахунок | Команда 2         |
| ------------ | ------- | ----------------- |
| Алашкерт (2) | 0:2     | ССКВ (Єреван) (2) |

## Перший раунд
Перші матчі відбулися 10 березня, а матчі-відповіді — 15 березня 1998 року.
| Команда 1         | Заг. | Команда 2           | 1-й матч | 2-й матч |
| ----------------- | ---- | ------------------- | -------- | -------- |
| Ширак             | 8:2  | Ширак-2             | 5:0      | 3:2      |
| Спітак (2)        | 0:3  | Арарат              | 0:0      | 0:3      |
| Пюнік             | 3:1  | Звартноц (2)        | 2:1      | 1:0      |
| Еребуні           | 16:0 | Динамо (Єреван) (2) | 5:0      | 11:0     |
| Двін              | 2:6  | Єреван              | 1:3      | 1:3      |
| Цемент (Арарат)   | +:-  | Лорі (2)            | -:-      | -:-      |
| ССКВ (Єреван) (2) | +:-  | Котайк              | -:-      | -:-      |
| Карабах (Єреван)  | +:-  | Арагац (Гюмрі) (2)  | -:-      | -:-      |

## Чвертьфінали
Перші матчі відбулися 10-11 квітня, а матчі-відповіді — 25 квітня 1998 року.
| Команда 1         | Заг. | Команда 2 | 1-й матч | 2-й матч |
| ----------------- | ---- | --------- | -------- | -------- |
| Арарат            | 1:5  | Єреван    | 0:3      | 1:2      |
| ССКВ (Єреван) (2) | 0:7  | Еребуні   | 0:4      | 0:3      |
| Цемент (Арарат)   | 2:1  | Ширак     | 1:1      | 1:0      |
| Карабах (Єреван)  | 1:6  | Пюнік     | 1:5      | 0:1      |

## Півфінали
Матчі відбулись 9 травня 1998 року.
| Команда 1 | Рахунок | Команда 2       |
| --------- | ------- | --------------- |
| Єреван    | 0:0*    | Пюнік           |
| Еребуні   | 0:1     | Цемент (Арарат) |

* - після результатів жеребкування до фіналу пройшов Єреван.

## Фінал
| 31 травня 1998 |

| Цемент (Арарат)                    | 3:1 | Єреван        |
| ---------------------------------- | --- | ------------- |
| Манукян 32' Сракісян 37' Охоян 66' |     | А.Мінасян 90' |

| Стадіон «Раздан», Єреван Глядачів: 4 000 Арбітр: С.Казарян |